# Lisa Barthel-Winkler
Lisa Barthel-Winkler (* 2. Januar 1893; † 1966) war eine deutsche Schriftstellerin.

## Leben und Wirken
Lisa Barthel-Winkler gehörte zu den ersten weiblichen Autoren deutschsprachiger Krimis. Sie verstand sich in der Erzähltradition von Karl May stehend und schrieb zahlreiche Romane, deren Handlungen wie in Die schlafende Hölle. Ein mystischer Roman aus Indien (1935) oder Trommeln von Afrika (1929) in fernen Ländern angesiedelt sind. Barthel-Winkler war auch als Redakteurin für den Karl-May-Verlag tätig, für den sie die 35-bändige Ausgabe der Werke von Hermann Ottomar Friedrich Goedsche, der sich als Autor John Retcliffe nannte, bearbeitete. In dieser Funktion nahm sich Barthel-Winkler große Freiheiten und erfand zum vorhandenen Stoff zahlreiche Episoden dazu, „um Lücken, die durch das Fragmentarische des Gesamtwerks oder auch durch das Herausbrechen einzelner Teile entstanden sind, zu schließen“.
Mit ihrem Mann Friedrich Barthel veröffentlichte sie erfolgreiche Heftromane unter dem Pseudonym F. L. Barwin, das aus den Initialen beider Vornamen und den ersten Silben ihrer Nachnamen bestand.  Unter den Namen Barwin entstanden ab 1937 die Hefte 103 bis 126 der Reihe Alaska-Jim, deren Held ein kanadischer Polizist ist. Ab 1938 schrieben die beiden Autoren die Hefte 46 bis 111 der unter Indianern im Wilden Westen spielenden Reihe Bob Hunter und ab 1939 die Hefte 1 bis 81 der Reihe Die Sturmvögel. In ihren Romanheften sind viele Parallelen zu Motiven und Schreibtechniken Karl Mays erkennbar.
Lisa Barthel-Winkler und Friedrich Barthel gehörten zu den Gründern der Düsseldorfer „Gesellschaft der Freunde Karl Mays e.V.“ Sie waren am Entstehen der Textbücher für die Karl-May-Spiele an der Naturbühne Blauer See in Ratingen beteiligt, wobei sie auf Vorarbeiten von Martin Raschke zurückgriffen.
Der Roman Das doppelte Lottchen (1949) von Erich Kästner könnte von einem Buch Barthel-Winklers beeinflusst sein. „Kästners Konfliktlösung erinnert an den 1936 erschienenen Titel Ich hol' mir meinen Vater von Lisa Barthel-Winkler, wo die Autorin die Zusammenführung der Eltern nach jahrelanger Trennung in die Hände der 14jährigen Friedel legt.“

## Werke
- Die blaue Sehnsucht. Roman. Berlin: A. Scherl 1921
- Die schlafende Hölle. Ein mystischer Roman aus Indien. Berlin: Delta-Verlag 1922
- Die Frau am Kreuz. Berlin: G. Hackebeil 1923
- Des Barfüßers Haus. Roman. Berlin-Schöneberg: Brandenburgische Buchdruckerei u. Verlagsanstalt 1923
- Das Land ohne Volk. Ein Roman. Berlin-Schöneberg: Brandenburgische Buchdruckerei u. Verlagsanstalt 1923
- Trommeln von Afrika. Roman. Berlin: M. Maschler 1929
- Die Frau im Dschungel. Berlin: Verlag moderner Lektüre 1934
- Eine Frau wie Brigitt. Roman. Leipzig: Janke Verlag 1936
- Te Kuti, der Maorihäuptling. Erzählung aus den neuseeländischen Freiheitskämpfen. Leipzig: Anton Verlag 1937

## Theoretische Arbeiten zu Karl May
- Die Gestalten des Buches Winnetou. In: Karl-May-Jahrbuch 1919
- Ketten und Flügel. In: Karl-May-Jahrbuch 1921
- Die Brücke. In: Karl-May-Jahrbuch 1923
- Das Drama des sterbenden Volkes. In: Karl-May-Jahrbuch 1924
- Mensch und Maske. In: Karl-May-Jahrbuch 1926
- May und Mohammed. In: Karl-May-Jahrbuch 1929
- Verstand oder Gefühl. In: Karl-May-Jahrbuch 1930
- Das Wunder der Versenkung. In: Karl-May-Jahrbuch 1932